# Cotyledon cuneata
Cotyledon cuneata är en fetbladsväxtart som beskrevs av Carl Peter Thunberg. Cotyledon cuneata ingår i släktet Cotyledon och familjen fetbladsväxter. Inga underarter finns listade i Catalogue of Life.